# Mariann Aalda
Mariann Aalda (7 maggio 1948) è un'attrice statunitense.

## Filmografia

### Cinema
- I'm magic (The Wiz), regia di Sidney Lumet (1978)
- Spiagge (Beaches), regia di Garry Marshall (1988)
- In amore nessuno è perfetto (Nobody's Perfect), regia di Robert Kaylor (1990)
- Pretty Woman, regia di Garry Marshall (1990)
- Class Act, regia di Randall Miller (1992)

### Televisione
- Sentieri (The Guiding Light) - serie TV (1952)
- Ai confini della notte (The Edge of Night) - serie TV, 391 episodi (1981-1984)
- What's Happening Now! - serie TV, episodio 1x03 (1985)
- Stazione di polizia (The Last Precinct) - serie TV (1986)
- Melba - serie TV, episodio 1x02 (1986)
- Scuola di football (1st & Ten) - serie TV, 9 episodi (1986-1987)
- Hooperman - serie TV, episodio 1x22 (1988)
- The Robert Guillaume Show - serie TV, episodio 1x04 (1989)
- Quattro donne in carriera (Designing Women) - serie TV, 2 episodi (1989-1990)
- The Royal Family - serie TV, 15 episodi (1991-1992)
- Models Inc. - serie TV, episodio 1x14 (1994)
- Otto sotto un tetto (Family Matters) - serie TV, episodio 6x12 (1995)
- The O.J. Simpson Story, regia di Jerrold Freedman - film TV (1995)
- Grace Under Fire - serie TV, episodio 3x20 (1996)
- The Wayans Bros. - serie TV, episodio 4x16 (1998)
- Chicago Hope - serie TV, episodio 5x08 (1998)
- Sunset Beach - serie TV, 13 episodi (1998-1999)
- L'atelier di Veronica (Veronica's Closet) - serie TV, episodio 3x22 (2000)
- Strepitose Parkers - serie TV, episodio 4x20 (2003)
- All of Us - serie TV, episodio 3x18 (2006)
- The Blacklist - serie TV, 2 episodi (2013-2014)
- Ben & Tony, regia di Sascha Schneider - film TV (2022)

### Doppiatrice
- Capitan Planet e i Planeteers (Captain Planet and the Planeteers) - serie TV, episodio 6x02 (1996)